# Языки среднеевропейского стандарта
Языки среднеевропейского стандарта (англ. Standard Average European или SAE), также языки СЕС — языки европейского языкового союза, обладающие рядом общих грамматических особенностей, как правило не связанных с общим происхождением. К языкам СЕС относятся романские, германские, балканские и балто-славянские языки, чуть более периферийное положение среди них занимают западные финно-угорские.
Термин языки среднеевропейского стандарта был введён Бенджамином Уорфом в его известной работе «Отношение норм поведения и мышления к языку» (1939/1941, переведена на русский в 1960 году). Уорф сравнивал различные явления языка хопи с европейскими языками, пытаясь показать, как грамматика языков отражает культуру и мышление их носителей. Поскольку рассматриваемые явления «в английском, немецком и французском, а также и в других европейских языках, за исключением, пожалуй (да и это весьма сомнительно), балто-славянских и неиндоевропейских языков, имеют лишь незначительные различия», Уорф объединил их вместе как представляющих некий «среднестатистический» европейский язык.
Интерес к месту языков СЕС среди других языков мира возрос в конце XX века. Эстен Даль, назвав свою статью 1990 года «Языки среднеевропейского стандарта как экзотические», обратил внимание на то, что некоторые явления основных европейских языков достаточно редки с типологической точки зрения. Так, например, для языков СЕС характерна строгая обязательность выражения субъекта в предложении (в том числе семантически пустого, как в англ. It is raining «идёт дождь», букв. «оно дождит»), использование инверсии при различении синтаксических типов клауз (главная vs. зависимая, утверждение vs. вопрос), конструкция с переходным глаголом «иметь» при выражении обладания, а также её грамматикализация в глагольную форму перфекта. Учитывая то, что языки СЕС во многом отклоняются от типологического «прототипа», Даль предостерёг исследователей от европоцентризма в грамматической теории.
Дальнейшие исследования показали, что о языках СЕС можно говорить как о языковом союзе. Мартин Хаспельмат суммировал грамматические особенности языков европейского ареала («европеизмы»), которые выделяют их как среди соседей, так и среди родственных языков в других ареалах:
- наличие одновременно определённого и неопределённого артикля;
- постпозитивные придаточные определительные предложения со склоняемым относительным местоимением (ср. англ. who vs. англ. whose);
- аналитическая форма перфекта из сочетания глагола «иметь» и пассивного причастия (ср. англ. I have said);
- унификация выражения субъекта, в результате которой экспериенцер выражается при помощи номинатива (ср. рус. Мне нравится музыка с дативом, но англ. I like music);
- пассивная конструкция со специальным пассивным причастием и непереходным вспомогательным глаголом (обычно связкой);
- предпочтение производных декаузативных глаголов перед каузативами в инхоативно-каузативных парах типа сломать/сломать-ся, изменить/изменить-ся и пр.;
- выражение внешнего посессора при помощи дательного падежа (ср. нем. Die Mutter wusch dem Kind die Haare «мать помыла ребёнку голову»);
- отсутствие глагольного отрицания при наличии отрицательного местоимения (ср. англ. Nobody listened «никто не слушал», букв. «никто слушал»);
- использование частиц (типа англ. than, рус. чем) в сравнительных конструкциях;
- эквативные конструкции на основе адвербиальных относительных предложений (ср. фр. grand comme un élephant «большой как слон»);
- невозможность опущения субъектных местоимений даже в случае, когда на глаголе имеется показатель личного согласования;
- различие в форме интенсификаторов и рефлексивов (ср. нем. selbst «сам», интенсификатор vs. нем. sich «себя», рефлексив).

Также к кандидатам на статус европеизмов относятся наличие морфологической сравнительной степени прилагательных, синкретизм комитатива и инструменталиса, наличие супплетивного порядкового числительного «второй» и др. Йохан ван дер Аувера отметил также большое сходство европейских языков в устройстве системы фазовых наречий (со значением «уже», «всё ещё», «больше не», «уже не»), а также в использовании постпозитивного отрицания (ср. нидерл. Ik kom niet «я не иду»), хотя в последнем случае имеются различия между данными литературных языков и диалектов.
Указанные черты присутствуют в большинстве языков европейского ареала, при этом частично отсутствуют в географически примыкающих языках (кельтских, тюркских, восточных уральских, абхазо-адыгских и нахско-дагестанских, вероятно также и в афразийских) и в таких восточных индоевропейских языках, как армянский или индо-иранские, хотя, например, в некоторых афразийских языках используются эквативные конструкции, идентичные среднеевропейским. Кроме того, данные явления не относятся к распространённым в языках мира в целом.
По мнению Хаспельмата, европейский языковой союз организован по принципу ядра и периферии: к ядру (обладающему наибольшим числом выявленных черт) относятся западные германские языки (немецкий, нидерландский) и галло-романские (французский, окситанский, северные итальянские диалекты). Йохан ван дер Аувера предложил для обозначения этой зоны название «языковой союз Карла Великого» (Charlemagne Sprachbund), поскольку своим существованием данное единство обязано тесным контактам в эпоху Франкского государства. Чуть дальше от ядра находятся иберо-романские, островные скандинавские языки (исландский, фарерский), восточнославянские и балтийские. Английский язык также не входит в самое ядро союза. Из неиндоевропейских языков к периферийным членам союза относятся западные уральские языки (венгерский и балто-финские).